# Xylopia egleriana
Xylopia egleriana är en kirimojaväxtart som beskrevs av Leandro Aristeguieta och Paulus Johannes Maria Maas. Xylopia egleriana ingår i släktet Xylopia och familjen kirimojaväxter. Inga underarter finns listade i Catalogue of Life.